# Tutti a bordo
Tutti a bordo è un film del 2022 diretto da Luca Miniero.

## Trama
Torino, 2022. Dopo la fine del lockdown, Bruno deve fare da accompagnatore a otto bambini, fra cui suo figlio Juri, durante un viaggio in treno per portarli in una scuola estiva in Sicilia. All'ultimo momento, Astrid, l'altra accompagnatrice, si dà malata e Bruno si ritrova ad essere l'unico tutore, ma è convinto di riuscire a farcela. 
Vista la vivacità dei bambini, è subito chiaro che Bruno, nonostante la sua buona volontà, non può gestire da solo la comitiva, così i genitori decidono di annullare la vacanza studio. In quel momento si presenta Claudio, padre di Bruno e medico, che è stato avvertito dal nipote per salvare la situazione. Con calma, Claudio riesce a rassicurare tutti, ma l'unico contrario è proprio Bruno, che conosce bene suo padre e sa quanto sia spericolato e irresponsabile. Mentre i genitori si sono congedati e con i bambini già a bordo, Bruno è distratto a discutere con Claudio e si accorge troppo tardi che il treno sta partendo senza di loro. Disperati, Bruno e Claudio si mettono quindi sulle tracce dei bambini, che intanto si godono il lungo viaggio senza accompagnatori. 
I due uomini, assieme a Milo, un ragazzino più grande giunto in ritardo, si trovano ad affrontare un'avventura più rocambolesca dei bambini. Per non insospettire la madre di Milo, salgono sul primo treno senza accorgersi che è un Frecciarossa diretto a Parigi. Senza biglietti né documenti, Bruno non può nemmeno chiamare i bambini poiché aveva in precedenza sequestrato i loro telefoni. Per fortuna uno di loro, Eduardo, aveva nascosto il suo, così riescono a mettersi in contatto, assicurandoli che riusciranno a raggiungerli a Bologna.
Claudio, abile imbroglione, escogita un modo per tornare indietro: convince la controllore francese che Bruno è il padre di Milo e che quest'ultimo è fuggito da una clinica per evitare di sottoporsi a un intervento al cervello urgente. La controllore prende sul serio i due e li fa scendere in una piccola stazione di montagna, dove vengono subito recuperati da un elicottero della Guardia Medica. Mentre sono in volo il pilota, depresso per essere stato lasciato dal suo compagno, si vuole suicidare con l'aereo, e solo grazie all'aiuto di Claudio riesce a riprendere il controllo e ad atterrare a Genova. Il treno con i bambini è arrivato a Bologna, ma i tre sono rimasti a piedi e dispersi nella campagna toscana. Accettano il passaggio di un gruppo di irascibili vegani, che in seguito li scaccia una volta scoperto che i tre mangiano carne. Il gruppo si imbatte poi in un pulmino di suore napoletane che accetta di portarli a Roma, ma vengono fatti scendere quando scoprono che Milo è tifoso della Juventus. 
Intanto i bambini vengono perseguitati dal perfido controllore Mario, il quale ha capito che sono senza accompagnatori e cerca ogni scusa per chiuderli in una cabina di detenzione. I giovani si coalizzano contro Mario e sfruttano la complicità di Laura, l'altro controllore che invece ha un atteggiamento più comprensivo. Nonostante ciò Mario li insegue per tutto il treno, finché Juri e Ada convincono un'anziana signora a far loro da accompagnatrice. Il controllore è costretto a desistere, ma poco dopo i bambini tramortiscono accidentalmente la signora, cercando di nasconderla in un bagno. 
Intanto, in qualche modo Bruno, Claudio e Milo riescono ad arrivare alla stazione di Roma Termini prima che il treno riparta. Davanti allo sguardo trafelato e stravolto di Bruno, Mario pensa a un malintenzionato e gli proibisce di salire perché oltretutto è senza biglietto. Al tempo stesso i bambini, che osservano la scena, non si fanno avanti per riconoscerlo perché ora vogliono continuare da soli la vacanza.
Lasciati di nuovo a piedi, i tre rubano un'auto: giunti in Sicilia, Claudio vende i cellulari dei bambini e di Bruno a dei pastori, in cambio di un'Apecar. I tre vengono raggiunti anche da Chiara, la moglie di Bruno.
Vengono infine ritrovati dall'insegnante del campo estivo, un severo istitutore che gestisce la struttura come una sorta di prigione. Bruno, Claudio e Chiara, sollevati di avere ritrovato i bambini, decidono però di dare ai ragazzi una classica vacanza estiva, e di farli "evadere" dalla scuola.

## Promozione
Il primo trailer del film è stato pubblicato il 23 agosto 2022.

## Distribuzione
Il film ha esordito nelle sale italiane il 29 settembre 2022.